# 響紋
響紋 (きょうもん) , オーケストラと童声合唱のための「響紋」は、日本の作曲家、三善晃が1984年に作曲した児童合唱と管弦楽のための作品である。

## 作曲の経緯
作品は民主音楽協会からの委嘱によって作曲された作品で、レクイエム、詩篇から続く「反戦三部作」の第3作目である。
初演は同年に尾高忠明の指揮、東京フィルハーモニー交響楽団、東京放送児童合唱団によって演奏された。

## 概要
童謡『かごめかごめ』が歌詞となっているが、詩人の宗左近に教えられた、現在流布しているものではない江戸時代に記録された歌詞（鬼遊びの唄）を使用している。  
演奏時間は約15分。

## 編成
フルート3 (ピッコロ持ち替え)、オーボエ3 (イングリッシュホルン持ち替え)、クラリネット3、ファゴット3 (コントラファゴット持ち替え)、ホルン4、トランペット4、トロンボーン4、ティンパニ、シストレ、シンバル、カウベル、クロマティークゴング、タムタム、トムトム、小太鼓、グロッケンシュピール、マリンバ、マラカス、チューブラベル、大太鼓、そり鈴、アンティーク・シンバル、ヴィブラフォン、シロフォン、ハープ、ピアノ、チェレスタ、弦楽合奏、児童合唱

## 評価
- 作品は第33回尾高賞を受賞した。